# Rasra
Rasra è una suddivisione dell'India, classificata come municipal board, di 29.263 abitanti, situata nel distretto di Ballia, nello stato federato dell'Uttar Pradesh. In base al numero di abitanti la città rientra nella classe III (da 20.000 a 49.999 persone).

## Geografia fisica
La città è situata a 25° 51' 0 N e 83° 50' 60 E e ha un'altitudine di 54 m s.l.m..

## Società

### Evoluzione demografica
Al censimento del 2001 la popolazione di Rasra assommava a 29.263 persone, delle quali 15.317 maschi e 13.946 femmine. I bambini di età inferiore o uguale ai sei anni assommavano a 4.862, dei quali 2.607 maschi e 2.255 femmine. Infine, coloro che erano in grado di saper almeno leggere e scrivere erano 18.615, dei quali 10.585 maschi e 8.030 femmine.